# Collin Wilcox (attrice)
Collin Wilcox Paxton (Cincinnati, 4 febbraio 1935 – Highlands, 14 ottobre 2009) è stata un'attrice statunitense.

## Biografia
Nacque a Cincinnati ma crebbe a Highlands, nella Carolina del Nord. Iniziò la sua carriera ad appena 18 anni e si ritirò dalle scene nel 2003.
Si sposò tre volte: prima nel 1957 con l'attore Walter Beakel; dopo il divorzio da Beakel, nel 1963 sposò l'attore Geoffrey Horne, con cui adottò due figli, Kimberly e William, e da cui divorziò nel 1977; nel 1979 sposò Scott Paxton, con cui adottò un figlio, Michael G., e con cui rimase fino alla morte. 
Morì nel 2009, a 74 anni per un cancro al cervello.

## Filmografia parziale

### Cinema
- C'era una volta... (Twice Upon a Time), regia di Emeric Pressburger (1953)
- Il buio oltre la siepe (To Kill a Mockingbird), regia di Robert Mulligan (1962)
- Il mistero della bambola dalla testa mozzata (The Name of the Game Is Kill!), regia di Gunnar Hellstrom (1968)
- Comma 22 (Catch-22), regia di Mike Nichols (1970)
- Il rivoluzionario (The Revolutionary), regia di Paul Williams (1970)
- A.A.A. Ragazza affittasi per fare bambino (The Baby Maker), regia di James Bridges (1970)
- September 30, 1955, regia di James Bridges (1977)
- Lo squalo 2 (Jaws 2), regia di Jeannot Szwarc (1978)
- Una donna, una storia vera (Marie), regia di Roger Donaldson (1985)
- Fluke, regia di Carlo Carlei (1995)
- Mezzanotte nel giardino del bene e del male (Midnight in the Garden of Good and Evil), regia di Clint Eastwood (1997)

### Televisione
- The DuPont Show of the Month – serie TV, episodio 1x10 (1958)
- La legge del Far West (Temple Houston) – serie TV, episodio 1x01 (1963)
- The Travels of Jaimie McPheeters – serie TV, episodio 1x09 (1963)
- La grande avventura (The Great Adventure) – serie TV, episodio 1x14 (1964)
- Ai confini della realtà (The Twilight Zone) – serie TV, episodio 5x17 (1964)
- L'ora di Hitchcock (The Alfred Hitchcock Hour) – serie TV, episodio 2x17 (1964)
- The Nurses – serie TV, episodio 3x30 (1965)
- I sentieri del west (The Road West) – serie TV, episodio 1x20 (1967)
- Squadra speciale anticrimine (The Felony Squad) – serie TV, episodio 2x05 (1967)
- Le strade di San Francisco (The Streets of San Francisco) – serie TV, episodio 2x02 (1973)
- Ritratti (The Portrait), regia di Arthur Penn – film TV (1993)

## Doppiatrici italiane
- Rina Morelli ne Il buio oltre la siepe
- Rita Savagnone ne Lo squalo 2
- Alba Cardilli ne La casa nella prateria
- Paola Piccinato in Grida nel silenzio